# Міс Бум Бум
Міс Бум Бум - щорічний бразильський (2011 - 2018), потім всесвітній (з 2019)  конкурс краси, на якому жінок оцінюють за їх сідницями.
Заснований в 2011 році журналістом і підприємцем Какау Олівером. У першому конкурсі брали участь 27 учасниць (від кожного з 26 штатів і федерального округу). 
Переможниця отримує 50 000 бразильських реалів (приблизно 15 000 доларів США за станом на листопад 2016 року), модельні контракти і стає знаменитістю в Бразилії.

## Переможниці
- 2019 - Сьюзі Кортес (Suzy Cortez) [5]
- 2018 - Еллен Сантана (Ellen Santana) [6]
- 2017 - Розі Олівейра (Rosie Oliveira) [7]
- 2016 - Еріка Канела (Erika Canela) [8]
- 2015 - Сьюзі Кортес (Suzy Cortez) [9]
- 2014 - Індіанара Карвальо (Indianara Carvalho) [10]
- 2013 - Деі Маседо (Dai Macedo) [11]
- 2012 - Карін Фелізардо (Carine Felizardo) [12] [13]
- 2011 - Розана Феррейра (Rosana Ferreira) [14] [15]

## Критика
У червні 2013 англійська журналістка Дейзі Донован, що працює на каналі Channel 4, підкреслила, що популярні телевізійні шоу в Бразилії, зокрема «Міс Бум Бум», сексуально об'єктивізують і принижують жінок. Вона назвала шоу «захоплюючим святом плоті», і сказала, що вона відчувала себе незграбно, спостерігаючи фінал, додавши: «Це трохи бентежить, бути жінкою тут і не одягненою в зубну нитку».

## Події
У жовтні 2013 року моделі Марі Соуза і Еліана Амарал були звинувачені в дачі хабарів суддям конкурсу.
У 2014 році модель Лівія Сантос була дискваліфікована за підозрою в підкупі журі.